# John Bennett Bani
John Bennett Bani (* 1. Juli 1941 auf der Pentecost-Insel, Neue Hebriden) ist ein vanuatuischer anglikanischer Priester und Politiker der Vanua’aku Pati (VP), der vom 25. März 1999 bis zum 24. März 2004 Präsident von Vanuatu war.

## Leben
Bani begann sein politisches Engagement in den 1970er Jahren, als er am 17. August 1971 zusammen mit den ebenfalls anglikanischen Geistlichen Walter Hadye Lini und Donald Kalpokas die New Hebridean Cultural Association (NHCA), die noch 1971 in New Hebrides National Party (NHNP) umbenannt wurde sowie schließlich 1977 heutigen Namen Vanua’aku Pati (VP) erhielt. Die drei engagierten sich innerhalb der VP für die Unabhängigkeit der Neuen Hebriden von Frankreich und dem Vereinigten Königreich, die schließlich am 30. Juli 1980 erfolgte.
Beim ersten Wahlgang zur Wahl eines neuen Präsidenten im Parlament von Vanuatu am 17. März 1999 erhielt keiner der Kandidaten die notwendige Zweidrittelmehrheit des Wahlkollegiums, das aus den 49 Parlamentsmitgliedern und den Vorstehern der Provinzräte der sechs Provinzen von Vanuatu bestand. Während der von der Regierung von Premierminister Donald Kalpokas unterstützte Bewerber Hosea Bani 28 Stimmen erhielt, entfielen auf den Kandidaten der Opposition, Hary Tevi, 22 Stimmen. In einem zweiten Wahlgang entfielen auf John Bennett Bani 43 Stimmen und damit die notwendige Zweidrittelmehrheit. Nur die 1991 von dem kurz vor der Wahl am 21. Februar 1999 verstorbenen Walter Hadye Lini gegründete National United Party (NUP), die nunmehr von dessen Bruder Ham Lini geführt wurde, stimmte gegen Bani. Das Amt des Präsidenten bekleidete er bis zum Ablauf seiner Amtszeit am 24. März 2004, woraufhin der Sprecher des Parlaments Roger Tom Abiut dieses Amt kommissarisch übernahm, ehe am 12. April 2004 mit Alfred Maseng Nalo ein neuer Staatspräsident gewählt wurde.